# 1665
1665 (MDCLXV) var ett normalår som började en torsdag i den gregorianska kalendern och ett normalår som började en söndag i den julianska kalendern.

## Händelser

### Juli
- 1 juli – Nyköping, inklusive Nyköpingshus, brinner ner efter en incident vid ölbryggning. När staden byggs upp igen får den en ny, modern, stadsplan.

### September
- 17 september – Karl II blir kung av Spanien.[1], Neapel och Sicilien.

### Okänt datum
- Astronomen Giovanni Domenico Cassini upptäcker den stora fläcken på Jupiter.[2]
- Den svenske friherren Claes Rålamb yrkar på att godsen i provinserna, liksom för krigsmakten nödvändiga underhållsgods, skall reserveras för kronan.
- En italiensk språkmästare i Uppsala ger ut en alkemisk traktat med titeln Hemligheternas hemlighet. Alkemi är för närvarande på modet.
- Värdeförhållandet mellan 1 daler silvermynt och 1 daler kopparmynt stannar på 1:3 och kommer att förbli så till den svenska myntreformen 1777.

## Födda
- 6 februari – Anna, regerande drottning av England och Skottland 1702–1707, av Irland 1702–1714 och av Storbritannien 1707–1714.
- 12 februari – Rudolf Jakob Camerarius, tysk botaniker och läkare.
- 17 mars – Élisabeth Jacquet de La Guerre, fransk kompositör.
- 21 augusti – Giacomo Filippo Maraldi, fransk-italiensk astronom.
- 5 oktober – Catharina Bröms, svensk brukspatron vid Wij säteri och bruk 1708–1735.

## Avlidna
- 12 januari – Pierre de Fermat, fransk matematiker.
- 17 september – Filip IV, kung av Kastilien och Aragonien 1621–1665, kung av Portugal 1621–1640.
- November – Elizabeth Bourchier, engelsk lordprotektorgemål 1653–1658 (gift med Oliver Cromwell)
- 10 december – Catherine de Vivonne, markisinnan de Rambouillet, grundare av den litterära salongen.

### Fotnoter
1. ↑  World Statesmen (läst 3 april 2011)
2. ↑  Astronomi, Tom McGowen, 1979